# Pamendanga fuscinervis
Pamendanga fuscinervis är en insektsart som beskrevs av Van Stalle 1984. Pamendanga fuscinervis ingår i släktet Pamendanga och familjen Derbidae. Inga underarter finns listade i Catalogue of Life.